# Plano nadir

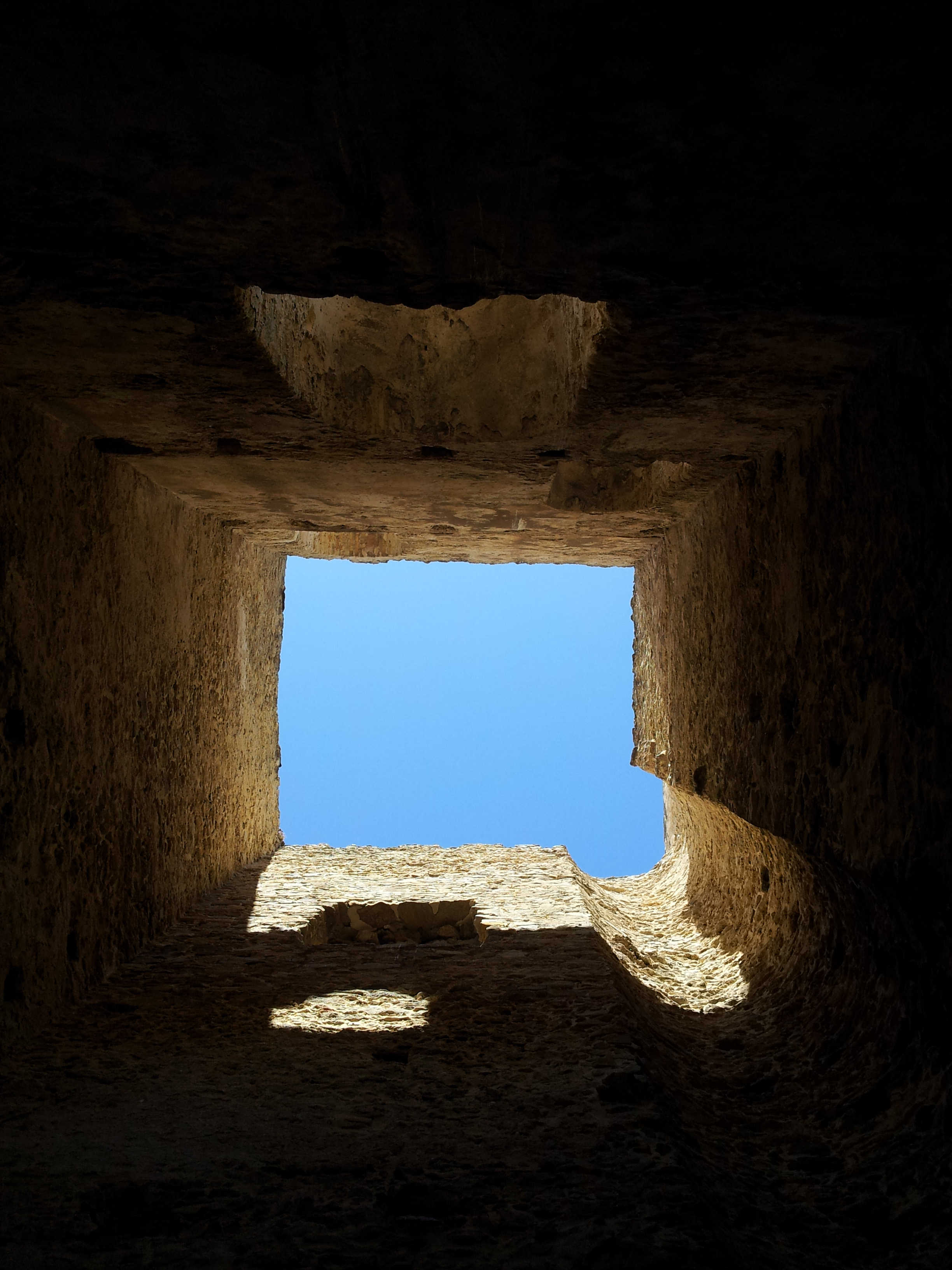
Plano nadir.

Plano nadir es aquel en el que el eje óptico de la cámara es perpendicular al suelo, de manera opuesta al plano cenital, y la imagen obtenida ofrece un campo de visión orientado de abajo hacia arriba. Este término se emplea en la realización de televisión, dirección cinematográfica, videojuegos y fotografía.
Como plano es bastante limitado, por lo que su función reside en aumentar el interés y el movimiento a la escena. Este plano da dinamismo a la acción, aunque conlleve grandes dificultades técnicas a la hora de ejecutarlo.

## En fotografía y cine
Este plano es muy recurrente en especial en las películas de misterio o de terror. Se usa en tomas en las que en el piso de arriba se oyen ruidos, cae polvo, se escuchan gritos, se observan crecientes grietas o lámparas que tintinean. Su uso puede aplicarse de una manera muy original, al colocar una cámara apuntando hacia arriba y un grupo de amigos mirando a ese punto del suelo, lo que evoca a esas tomas de un grupo de fútbol haciendo una piña. También al mostrar las vías de un tren por debajo, o la vista de los barcos mientras cruzan bajo un puente, pueden quedar escenas inusuales y extremas.
Siempre se puede recurrir a trucos cinematográficos, si se desea mostrar un plano más amplio, colocando una superficie transparente o un cristal para enfocar al personaje desde una perspectiva completamente picada.
El ángulo semi-nadir, sería una muestra de relatividad y arte. Este ángulo necesita una inclinación de 30 grados, logrando así una iluminación favorable y mejor distribuida. 